# Résolution 381 du Conseil de sécurité des Nations unies
Membres permanents
- Chine
- États-Unis
- France
- Royaume-Uni
- URSS

Membres non permanents
- RSS de Biélorussie
- Cameroun
- Costa Rica
- Guyana
- Iraq
- Italie
- Japon
- Mauritanie
- Suède
- Tanzanie

Résolution no 380 Résolution no 382
La résolution 381 du Conseil de sécurité des Nations unies est adoptée à 13 voix contre zéro lors de la 1 856e séance du Conseil de sécurité des Nations unies le 30 novembre 1975, a examiné un rapport du Secrétaire général concernant la  Force des Nations unies chargée d'observer le désengagement (ou FNUOD) et a pris note des discussions que le secrétaire général a eues avec toutes les parties concernées par la situation au Moyen-Orient. Le Conseil a exprimé sa préoccupation face à la tension persistante dans la région et a décidé de
(a) De se réunir à nouveau le 12 janvier 1976, afin de poursuivre le débat sur le problème du Moyen-Orient, y compris la question palestinienne, en tenant compte de toutes les résolutions pertinentes des Nations unies ;
(b) De renouveler le mandat de la Force des Nations unies chargée d'observer le désengagement pour une nouvelle période de six mois ;
(c) de prier le secrétaire général de tenir le Conseil de sécurité informé de l'évolution de la situation.
La résolution a été adoptée par 13 voix contre zéro ; la Chine et l'Irak n'ont pas participé au vote.

## Textes
- Résolution 381 Sur fr.wikisource.org
- Résolution 381 Sur en.wikisource.org